# تحقيق الذات
تحقيق الذات هو حاجة الفرد للتعبير عن ذاته بصورة مباشرة أو غير مباشرة والوصول إلى أقصى ما يمكن تحقيقه من إمكانات وقدرات بقصد إشباع حاجاته ، وإعادة حالة الاتزان التي تساعده في استخدام تلك الإمكانات والقدرات في خدمة الفرد والمجتمع والقيام بأدواره ومسؤولياته وواجباته المعتادة. استُحدث المصطلح في بادئ الأمر على يد المُنظر المناصر للنظرية العضوية كورت غولدستن بدافع تحقيق كامل الإمكانات الكامنة للمرء، إذ يقول: «إن جُنوح النفس البشرية لتحقيق ذاتها على أكمل وجه ممكن هو الدافع الأساسي ... دافع تحقيق الذات». كتب كارل روجرز بصورة مشابهة: «إن القوة الشافية في العلاج النفسي، هي نزعة الإنسان لتحقيق ذاته، ليصيرَ إمكاناته ... هي تفعيل كامل قدرات الكائن الحي والتعبير عنها».
برز هذا المفهوم بصورة أكثر كمالًا في تسلسل ماسلو الهرمي للاحتياجات، حيث يشغل تحقيق الذات فيه المستوى الأعلى من التقدم النفسي وذلك عند إتمام «تحقيق» كامل الإمكانات الكامنة للفرد، ما لا يحدث إلا بعد قضاء احتياجات أساسية وعقلية.

## مفهوم أبراهام ماسلو لتحقيق الذات

### تعريفه
عرّف ماسلو تحقيق الذات بأنه «الرغبة بالإشباع الذاتي، أي نزعة الفرد إلى تحقيق كينونته الكامنة. قد يُصاغ هذا الميل على أنه رغبة المرء في أن يصير حقيقته أكثر فأكثر، أن يصير كل ما هو قادر على أن يصيره».
في أحد كتب الكليّات النموذجية، يوجد تعريف أولي لتحقيق الذات يُعرفه ببساطة وفقًا لماسلو على أنه: «إدراك المرء الكامل لإمكاناته» و«ذاته الحقيقية».
استخدم ماسلو مصطلح تحقيق الذات لوصف رغبة، لا قوة دافعة، يمكنها أن تقود المرء إلى إدراك مقدراته. لم يشعر أن تحقيق الذات يحسم حياة المرء؛ بل بالأحرى شعر أنه يعطي الفرد رغبة، أو حافزًا لإنجاز تطلعات ناشئة.
من التعريفات الأكثر صراحة لتحقيق الذات وفق ماسلو: «هو نمو باطني لما هو موجود أصلًا في الكائن الحي، أو بصورة أدق لماهية الكائن نفسه ... إن تحقيق الذات مدفوع بالنمو لا بالحاجة». يؤكد هذا التفسير حقيقة أن تحقيق الذات عصيّ على التحصيل ما لم تُحقق احتياجات أخرى أدنى منه في الترتيب في تسلسل ماسلو الهرمي. في حين أن غولدستن عرف تحقيق الذات بأنه قوة دافعة، يستخدم ماسلو المصطلح لوصف نمو ذاتي يحدث عندما تُقضى احتياجات أدنى منه في الترتيب، ومن البديهيات أن يكون، من وجهة نظره «تحقيق الذات ... أمر نادر الحدوث ... وحتمًا عند أقل من 1% من تعداد السكان البالغين». وقد سمى حقيقة أن «معظمنا يقضي معظم وقته على مستوى أدنى من مستوى تحقيق الذات» علم النفس المرضي للحالة الطبيعية.
إن استخدام ماسلو للمصطلح رائج الآن في أوساط علم النفس الحديث عند مناقشة الشخصيّة من مأخذ إنساني.

### تاريخ المفهوم وتطوره
تُعَد أعمال ماسلو جزءًا من علم النفس الإنساني، وهي واحدة من طرائق عديدة استُخدمت في علم النفس لدراسة الشخصية وفهمها وتقييمها. طُور النهج الإنساني لأن النهوج الأخرى -مثل النهج الديناميكي النفسي الذي اشتُهر على يد سيغموند فرويد- ركزت على الأفراد المعتلين الذين أظهروا سلوكًا مضطربًا، في حين أن النهج الإنساني يركز على الأشخاص السليمين والمتحفزين ويحاول تحديد كيفية تعريفهم للذات أثناء تحقيقهم الحد الأقصى لإمكاناتهم. الأمر الذي ينعكس في تسلسل ماسلو الهرمي للاحتياجات وفي نظريته حول تحقيق الذات.
بدلًا من التركيز على إخفاقات الناس، أراد ماسلو التركيز على إمكانات الإنسان، وكيف يمكننا تحقيق تلك الإمكانات. صرح ماسلو (في عامي 1943، 1954) بأن الحافز الإنساني قائم على سعي الناس خلف الإشباع والتغيير عبر النمو الذاتي. الأشخاص المُحققون ذواتهم مثل الذين أشبعوا أنفسهم ويفعلون كل ما أمكنهم فعله. مُشيرًا إلى رغبة الشخص في الإشباع الذاتي، أي نزعة الفرد إلى تحقيق كينونته الكامنة. «إن النموذج المحدد الذي تتطلبه هذه الاحتياجات يختلف كثيرًا دون شك من شخص لآخر. قد يأخذ عند أحد الأفراد شكل الرغبة في كونها أمًا مثالية، وقد يظهر عند آخر بصورة رياضية، وقد يعبر عنه غيرهم في رسم اللوحات أو في الاختراعات».
ورد واحد من بواكير نقاشات أبراهام ماسلو حول تحقيق الذات في مقالته التي كتبها عام 1943 بعنوان «نظرية حول الحافز البشري» في مراجعة نفسية 50، الصفحات 370 – 396.
بناء على ذلك، برز مفهوم تحقيق الذات للمرة الأولى ضمن نظرية التسلسل الهرمي للاحتياجات لأبراهام ماسلو بصفته المستوى النهائي للتقدم النفسي الذي يمكن تحصيله عند قضاء كافة الاحتياجات الأساسية والعقلية كليًا وإتمام «تحقيق» أقصى الإمكانات الذاتية.
في هذا الأسلوب، يقبع تحقيق الذات في أعلى تسلسل ماسلو الهرمي للاحتياجات، ويُوصف بأنه الصيرورة «إنسان كاملًا ... بلوغ تحقيق الذات».
وفقًا لماسلو، للناس احتياجات ذات ترتيب أدنى يجب قضاؤها عمومًا قبل أن يستطيعوا تحقيق الاحتياجات ذات الترتيب الأعلى: «هناك خمس مجموعات من الاحتياجات: الاحتياجات الفيزيولوجية، والأمان، والانتماء، وتقدير الذات، وفي النهاية تحقيق الذات».
مثلما ذكر أبراهام ماسلو، يجب قضاء الاحتياجات الإنسانية الأساسية (مثل الطعام، والمأوى، والدفء، والأمان، والإحساس بالانتماء) قبل أن يتمكن الشخص من تحصيل تحقيق الذات. مع ذلك، جادل ماسلو بأن الوصول إلى حالة من تحقيق الذات الحقيقي في المجتمع اليومي أمر نادر فعلًا. أظهرت الدراسات أن الناس عندما يعيشون حيوات مختلفة عن طبيعتهم الحقيقية ومقدراتهم، يقل احتمال سعادتهم عن أقرانهم الذين تتوافق غاياتهم وحيواتهم. على سبيل المثال، قد لا يدرك شخص لديه إمكانية متأصلة في أن يصبح فنانًا أو مدرسًا عظيمًا موهبته إذا ما كانت طاقته متركزة على كسب الاحتياجات الإنسانية الأساسية. مع ارتقاء شخص ما في تسلسل ماسلو الهرمي للاحتياجات، قد يجد نفسه في النهاية واصلًا إلى ذروة تحقيق الذات. يبدأ تسلسل ماسلو الهرمي للاحتياجات بأكثر الاحتياجات أساسيةً ألا هي «الاحتياجات الفيزيولوجية» كما ارتآها، وهي المرحلة التي يسعى فيها الفرد لتأمين أشياء مثل الطعام والماء، ويجب أن يكون قادرًا على أداء وظائف أساسية مثل التنفس والنوم. عندما تُقضى هذه الاحتياجات، يمكن للشخص المتابعة لاستيفاء «احتياجات الأمان»، حيث يحاول كسب إحساس بالأمن، والراحة الجسدية، والمأوى، والوظيفة، والمُلكية. المرحلة التالية هي «احتياجات الانتماء والحب»، حيث يكافح الناس من أجل القبول الاجتماعي، والارتباطات، ونوع من الانتماء أو ملاقاة الترحيب، والحميمية الجنسية، وربما تأسيس عائلة. يليها «احتياجات تقدير الذات»، حيث يرغب الفرد بشيء من الجدارة، واعتراف أقرانه بإنجازاته، واحترام الآخرين له.
حالما تُقضى هذه الاحتياجات، يصبح الفرد جاهزًا لتحصيل تحقيق الذات.
بينما تُصور النظرية عمومًا بتسلسل هرمي جامد جدًّا، يشير ماسلو إلى أن الترتيب الذي تُشبع فيه هذه الاحتياجات لا يتبع التقدم القياسي دائمًا. مثلًا، يذكر أن حاجة بعض الأفراد إلى تقدير الذات أهم من حاجتهم للحب. بالنسبة لآخرين، الحاجة لتحقيق الإبداع قد تتفوق حتى على أكثر الاحتياجات أساسيةً.